# 莫伦戈
莫伦戈（義大利語：Morengo），是意大利贝加莫省的一个市镇。总面积10平方公里，人口2635人，人口密度263.5人/平方公里（2009年）。国家统计（ISTAT）代码为016140。